# Chris Liebenberg
Pour les articles homonymes, voir Liebenberg.
Christo Ferro Liebenberg, né le 2 octobre 1934, est un banquier et un ministre des finances d'Afrique du Sud du 19 septembre 1994 au 4 avril 1996 dans le gouvernement d'union nationale présidé par Nelson Mandela.
Il est directeur général du groupe financier Nedcor de 1988 à 1990 puis président, jusqu'à sa retraite en 2003.

## Biographie
Chris Liebenberg est né à Touws River dans la province du Cap, fils de Christiaan Rudolf Liebenberg, employé des chemins de fer, et de Helene Henrietta Griessel.
Après des études à Worcester, Chris Liebenberg entre à Nedcor en 1952 et y fait carrière, d'abord au Cap puis dans sa filiale à Londres avant de travailler pour la Nederlandsche Oorzee Bank dans ses filiales d'Amsterdam, Rotterdam et de Hambourg avant de revenir en 1967 en Afrique du Sud pour être le sous-directeur d'une autre succursale au Cap. De 1988 à 1990, il est directeur général de Nedbank et chef de la direction de Nedcor de 1990 à février 1994.
Il entre au gouvernement Mandela le 19 septembre 1994 bien qu'il ne soit ni député ni membre d'un parti politique ce qui oblige à faire adopter une disposition dérogatoire constitutionnelle.